# 克洛德·巴赞·德·伯宗
克洛德·巴赞·德·伯宗（法語：Claude Bazin de Bezons，法語發音：[klod bazɛ̃ də bəzɔ̃]；1617年—1684年3月20日），17世纪法国律师、政治人物。

## 生平
克洛德·巴赞·德·伯宗的祖父克洛德·伯宗（Claude Bazin）是特鲁瓦的一位医生，1580年与巴黎西北伯宗城领主家族的玛丽·尚特莱尔（Marie Chanterel）结婚。藉此，克洛德·伯宗在1611年由路易十三封为贵族，并在姓氏中加入“德·伯宗”（de Bezon）。
克洛德·巴辛于1617年生于巴黎，以律师身份进入司法机构大议会。1643年，当选法兰西学术院院士，接替皮埃尔·塞吉埃，成为一号座椅的第二位主人。1684年卒。